# 2001 година в политиката

## Януари
- 6 януари – Американският конгрес одобрява победата на Джордж У. Буш за победител на президентските избори в САЩ, проведени през 2000 г.
- 31 януари – шотландски съд в Холандия признава за виновен един от двемата либийци заподозрени в участие в терорстичния акт срещу самолет на американската компания „Пан Ам“, полет 103, който се разби над Локърби, Шотландия, през 1988 г., при което загиват 277 души. Другият заподозрен е оневинен.

## Февруари
- Кризата в Ирак: въздушните сили на Съединените щати и Великобритания бомбардираха системата за противовъздушна отбрана на Ирак.